# Tiszapéterfalva
Tiszapéterfalva (ukránul Пийтерфолво [Pijterfolvo], korábban Петрове [Petrove]) falu Ukrajnában, Kárpátalján, a Beregszászi járásban.

## Fekvése
Nagyszőlőstől 22 km-re (légvonalban 14 km-re) délnyugatra, Tiszabecstől 8 km-re délkeletre, a Tisza bal partján fekszik.

## Története
1220-ban Villa Petur néven említik először. Már az őskorban lakott volt, határában őskori település nyomaira bukkantak. 1717-ben a tatárok elpusztították, ezután ruszinokat telepítettek ide. 1910-ben 824, túlnyomórészt magyar lakosa van. A trianoni békeszerződésig Ugocsa vármegye Tiszántúli járásához tartozott. Tiszafarkasfalva, Tiszabökény, Forgolány és Tivadarfalva is hozzá tartozik.[forrás?] A 2001-es népszámlálás szerint 2016 lakosából 1937 (96%) magyar.
Lakatlan külterületéből mintegy 0,1 négyzetkilométernyi terület maradt a trianoni döntéssel Magyarország jelenlegi területén, ez a mai Magyarországon az egyetlen olyan földdarab, amely valaha Ugocsa vármegyéhez tartozott. Ez a csekély terület ma feltehetőleg Magosliget közigazgatási területének része.

## Nevezetességek, turizmus
- 1700-as években épült református templom
- Emlékmű az 1703-1711-es Rákóczi-szabadságharc 91 falubéli kuruc katonájának
- Emlékmű a II. világháború és a sztálinizmus mártírjainak
- Szűz Mária szobor
- Péterfalvai Képtár a György Endre-kastélyban
- sportkomplexum
- vidámpark
- vendégházak
- szabadtéri színpad

## Népessége
A 2001-es ukrajnai népszámlálás adatai szerint 2064 lakosa volt, melyből 96,08% magyar, 3,47% ukrán, 0,30% orosz, 0,05% német, 0,05% cigány anyanyelvűnek vallotta magát.

## Hitélete
A település lakossága zömmel református, egyháza az 1640-ben keletkezett. Pár éve felépült a görögkatolikus templom a Jehova tanúi imaház közvetlen szomszédságában. Az ortodox felekezet kezdeményezésére felállították Szűz Mária szobrát.

## Kulturális élet
- 600 fős művelődési otthon
- magyar tannyelvű óvoda, Kölcsey Ferenc Általános- és Középiskola
- Péterfalvai Művészeti Iskola, melyben hangszeres, ének, tánc, tánckoreográfia, valamint képzőművészeti képzés folyik
- hagyományőrző csoportok
- Péterfalvai Képtár, Kárpátalja festőinek alkotásaival
- Tiszaháti Munkácsy Mihály Művésztábor
- Kárpátaljai Kulturális Könnyűzenei és Tánc Fesztivál
- Kárpátaljai Magyar Történelmi Jurtatábor
- Tiszapéterfalvi Néptánc és Népzenei tábor

Társadalmi szervezetek
- Móricz Zsigmond Kulturális Egyesület
- Pro Patria Magyarságért Civilszervezet.

## Híres emberek
A településen született:
- Komáromy András (1861–1931) történész, levéltáros, az MTA tagja
- Kiss Ferenc (1928 -1987) Magyarországon elhunyt irodalomtörténész, kritikus, az MTA Irodalomtörténeti Intézetének tudományos munkatársa. Tisztelői a helyi magyar középiskola falán emléktáblát helyeztek el

Egyéb kötődés, látogatás:
- György Endre (1848–1927) Magyarország egykori földművelésügyi minisztere, közgazdasági író az MTA tagja kastélyt épített itt és nyári laknak használta azt
- A községben megfordult Móricz Zsigmond, Bartók Béla és Balogh Edgár.

## A községi tanács címe
- magyarul: 90354 Nagyszőlősi járás, Tiszapéterfalva, Rákóczi u. 137.
- ukránul: 90354, с. Пийтерфолво, вул. Раковці, 137
- Polgármesteri hivatal telefonszáma: +(3803143)-3-232-2

## Testvértelepülései
Tiszapéterfalva testvérvárosai a következők:
- Tivadarfalva, Ukrajna